# Dendrophthora variabilis
Dendrophthora variabilis är en sandelträdsväxtart som beskrevs av J. Kuijt. Dendrophthora variabilis ingår i släktet Dendrophthora och familjen sandelträdsväxter. Inga underarter finns listade i Catalogue of Life.